# Platycaulos
Platycaulos là một chi thực vật có hoa trong họ Restionaceae.

## Hình ảnh

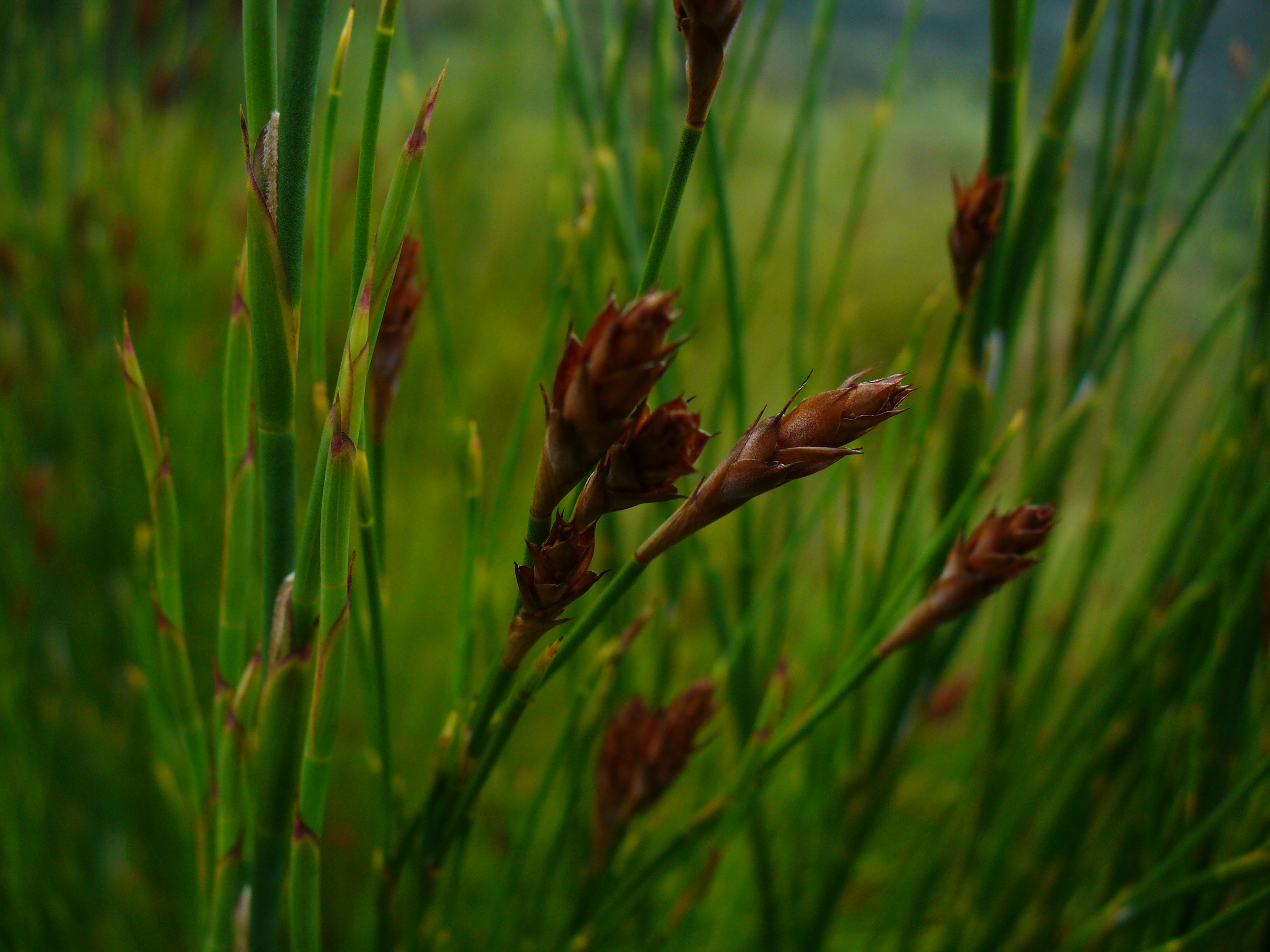
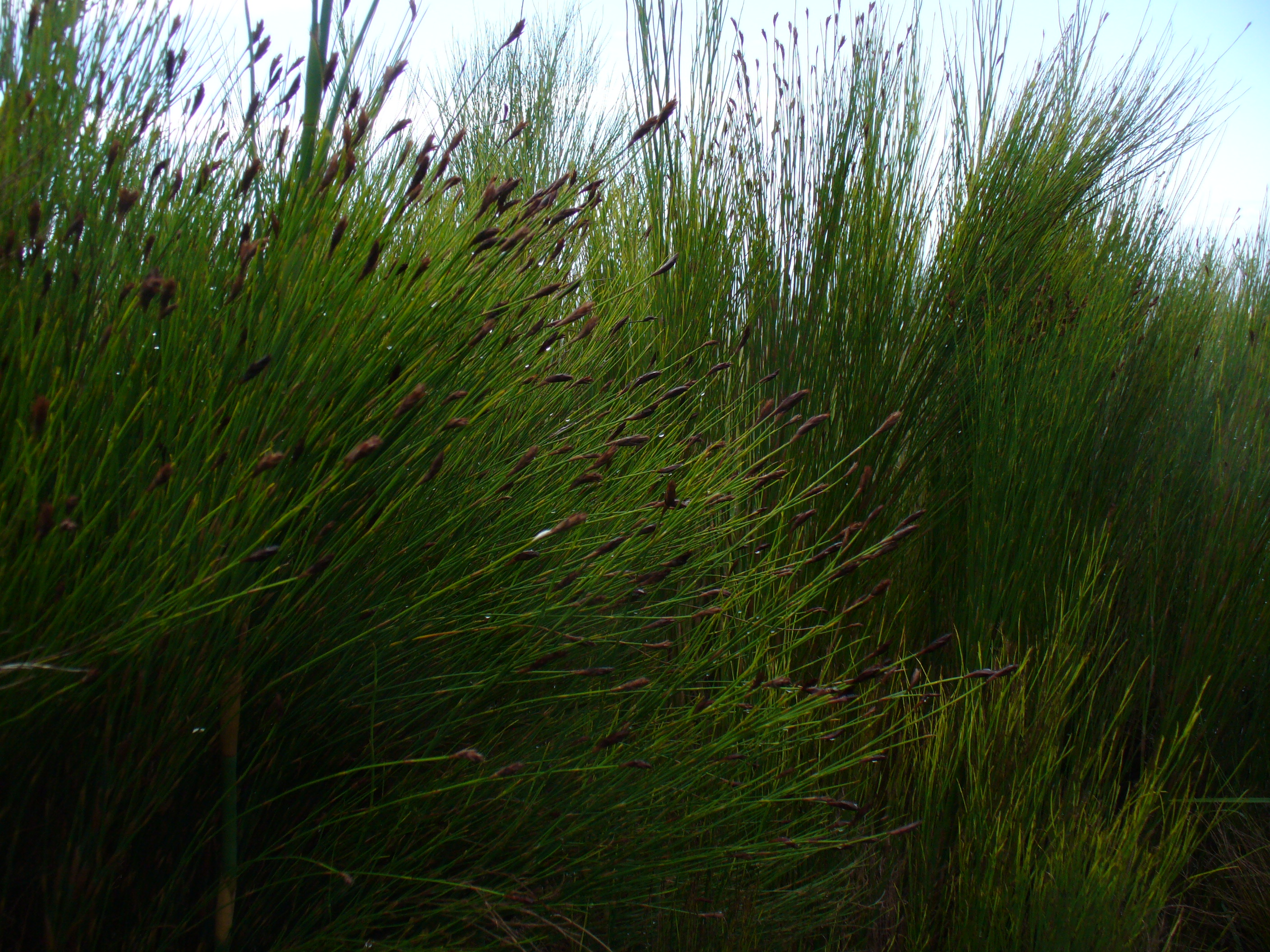